# 문하성
문하성(門下省)은 수당대에 중국에 공식적으로 설립된 3성 6부 중 중요한 국가 칙령을 검토하는 역할을 하던 부서이다. 고려에도 존재하였다.
주로 중서성에서 내려온 조령 내용을 심사하였으며, 문하성 장관은 수나라 시대에 납언(納言)으로 불렸다가 당대 시중(侍中)으로 개칭하였다. 그러나 당나라 때 3성제는 곧 2성, 1성으로 바뀌었다. 이러한 변화의 동인은 황권의 상승과 행정 효율의 문제에 의한 것으로, 세 성의 기능은 점차 하나로 합쳐지는 경향이 심화되어 송나라 시대에 오면 세 성 자체는 존재했으나 이미 한 성으로 혼동하는 경우가 많았다. 원나라 때 중서성 총령백관으로 추밀원·어사대와 함께 정·군·감찰 3권을 나눠가지면서 문하성이 사라졌으며, 명나라 초에는 원제를 그대로 답습해 중서성이 6부를 총괄하였으나, 1380년 중서성을 폐지하고 중서성의 권한을 6부에 귀속시키면서 3성이 사라지게 되었다.

## 같이 보기
- 3성 6부
- 중서문하성